# Douglas DC-3
Дуглас DC-3 (англ.  Douglas DC-3) — американський гвинтовий авіалайнер з двома поршневими двигунами, що радикально змінив авіаційні перевезення в 1930-х та 1940-х. Його тривалий вплив на авіабудівну промисловість та Другу світову війну робить DC-3 одним з найвідоміших транспортних літаків, що коли-небудь вироблялися. Він може перевозити від 21 до 32 пасажирів, або 2700 кг вантажу, на відстань до 2400 км з крейсерською швидкістю 333 км/год.
DC-3 — це суцільнометалевий моноплан з двома двигунами та хвостовою стійкою шасі, який був розроблений, як збільшена та модернізована версія 14-місного Douglas DC-2. Він мав багато виняткових переваг у порівнянні з попередніми літаками. Був швидким, мав хорошу дальністю польоту і міг працювати з коротких злітно-посадкових смуг. Був надійним і легким в обслуговуванні та перевозив пасажирів у комфортних умовах. До війни на цих літаках відкрили багато нових авіаційних маршрутів. Він міг перетинати континентальні Сполучені Штати та здійснювати міжнародні рейси. Вважається першим авіалайнером, за допомогою якого можна було заробляти гроші лише на перевезенні пасажирів.
Виробництво цивільних DC-3 завершилося в 1942 році, всього було побудовано 607 літаків. Військові версії, включаючи C-47 Skytrain (в британських Royal Air Force отримав ім'я Дакота), а також радянські та японські версії, підвищили загальну кількість до понад 16000 екземплярів. Після війни ринок авіалайнерів був переповнений надлишковими C-47 та іншими екс-військовими транспортними літаками і спроби Дугласа створити модернізований DC-3 були визнані фінансово недоцільними.
Після війни DC-3 став застарілим на основних маршрутах, де з'явилися більш сучасні авіалайнери, такі як Douglas DC-6 та Lockheed Constellation, але його конструкція виявилася винятково універсальною, тому велика кількість цих літаків продовжує виконувати різнопланові перевезення, навіть у 21 столітті. У 2013 році було оцінено, що приблизно 2000 DC-3 та військових версій все ще знаходяться в льотному стані, що свідчить про винятково вдале проектування.

## Історія

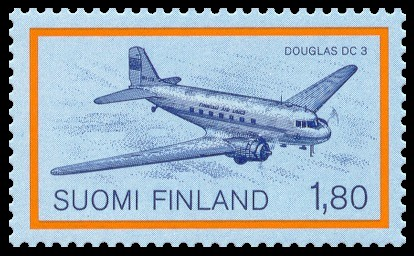
Douglas DC-3 на поштовій марці Фінляндії, 1988

DC-3 був розроблений на основі попередньої машини Douglas DC-2.
Тільки Fokker F27 незначною мірою став заміною DC-3. Але, як кажуть пілоти: «Найкраща заміна для DC-3 — інший DC-3».

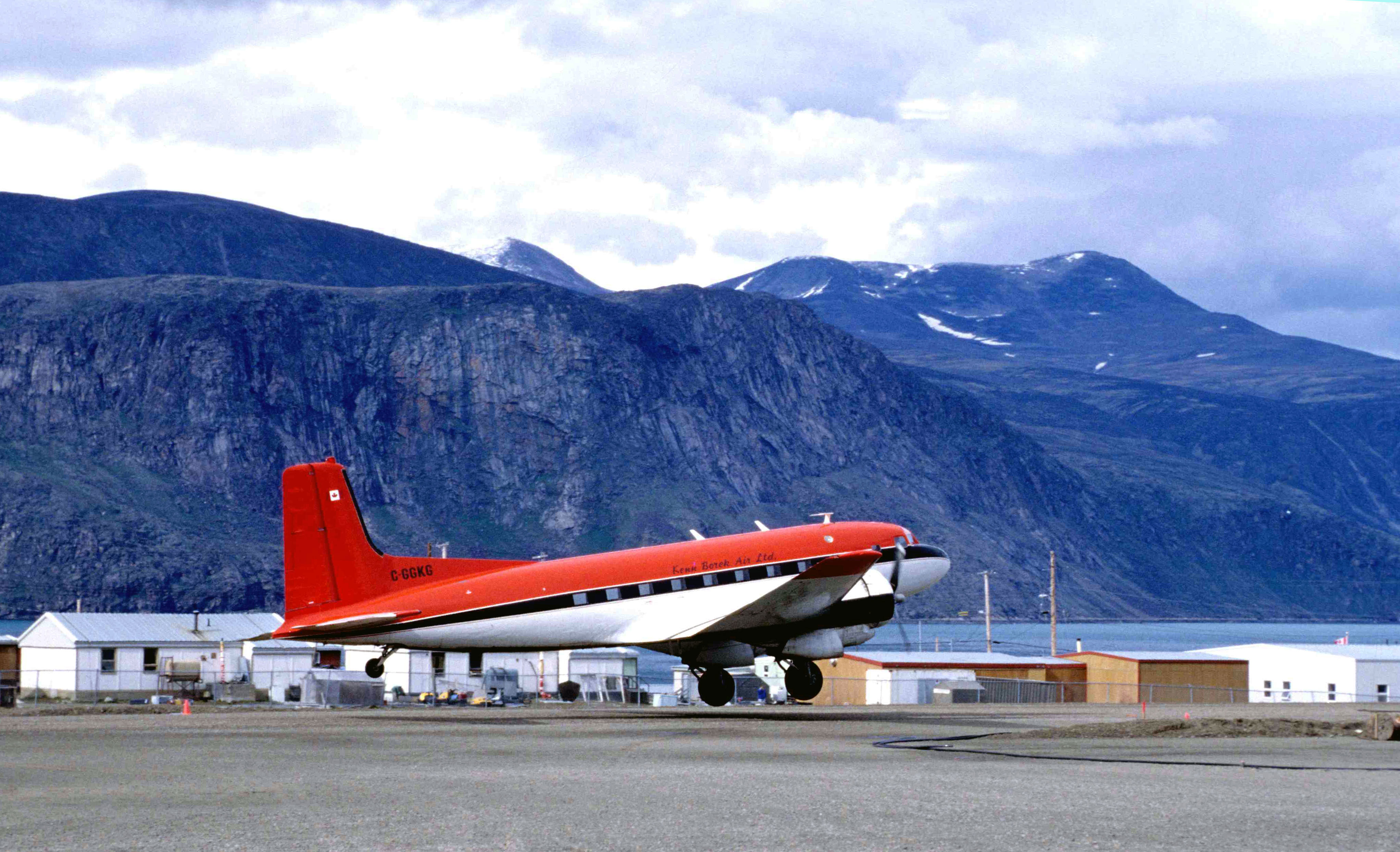
DC-3 в Нанавуті, Канада